# Louise Abel

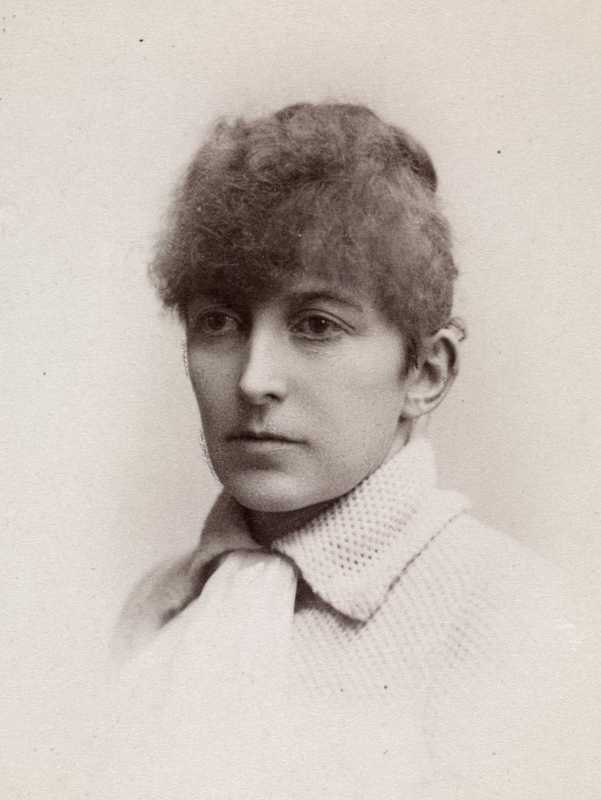
Louise Abel: Thora Hansson, asi 1890

Louise Doris Sophie Pauline Abel (roz. Kleffel, 5. listopadu 1841 – 2. května 1907) byla norská fotografka narozená v Německu, která od roku 1864 společně s manželem Hansem Abelem provozovala fotografické studio a obchod v Christianii, dnešním Oslu.

## Životopis
Abel se narodila v Goldbergu ve Velkovévodství v Meklenbursku-Schwerinu dne 5. listopadu 1841 a byla dcerou fotografa Ludwiga Gustava Kleffela (1807–1885) a Emilie Fredenhagenové (1816–1895). V roce 1863 odešel norský lékárník Hans Abel do Goldbergu, aby se vyučil fotografickému řemeslu u fotografa L. G. Kleffela. Tam se potkal s Louisou, také vyučenou fotografkou, a příští rok se vzali. Později v roce 1864 se pár odstěhoval do Norska a otevřel fotografické studio a zásoboval obchod v centru Christianie. Louise Abel provozovala studio, zatímco její manžel se staral o prodej fotografických chemikálií a vybavení. Vyráběla také vánoční pohlednice, které konkurovaly nekvalitním tiskům ze zahraničí. Studio známé jako L. Abel & Co., bylo řízeno Abelovými až do roku 1890, kdy bylo prodáno Sine Kraft, který jej provozoval až od roku 1882.
Abel se stala součástí rostoucího počtu norských fotografek, které v Norsku zakládaly fotografická studia. Růst byl umožněn změnou zákona v roce 1866, která umožnila ženám podnikat. Encyklopedie fotografie devatenáctého století novou skupinou fotografek pohrdá, ale o několika se zmiňuje. Mezi ně patří Marie Høeg s Bolettou Berg v Hortenu, Augusta Charlotte Solberg v Lillehammeru, Louise Wold v Holmestrandu a Hulda Marie Bentzen v Bergenu.
Mezi její studentky patří Elisabeth Helmerová.

## Galerie

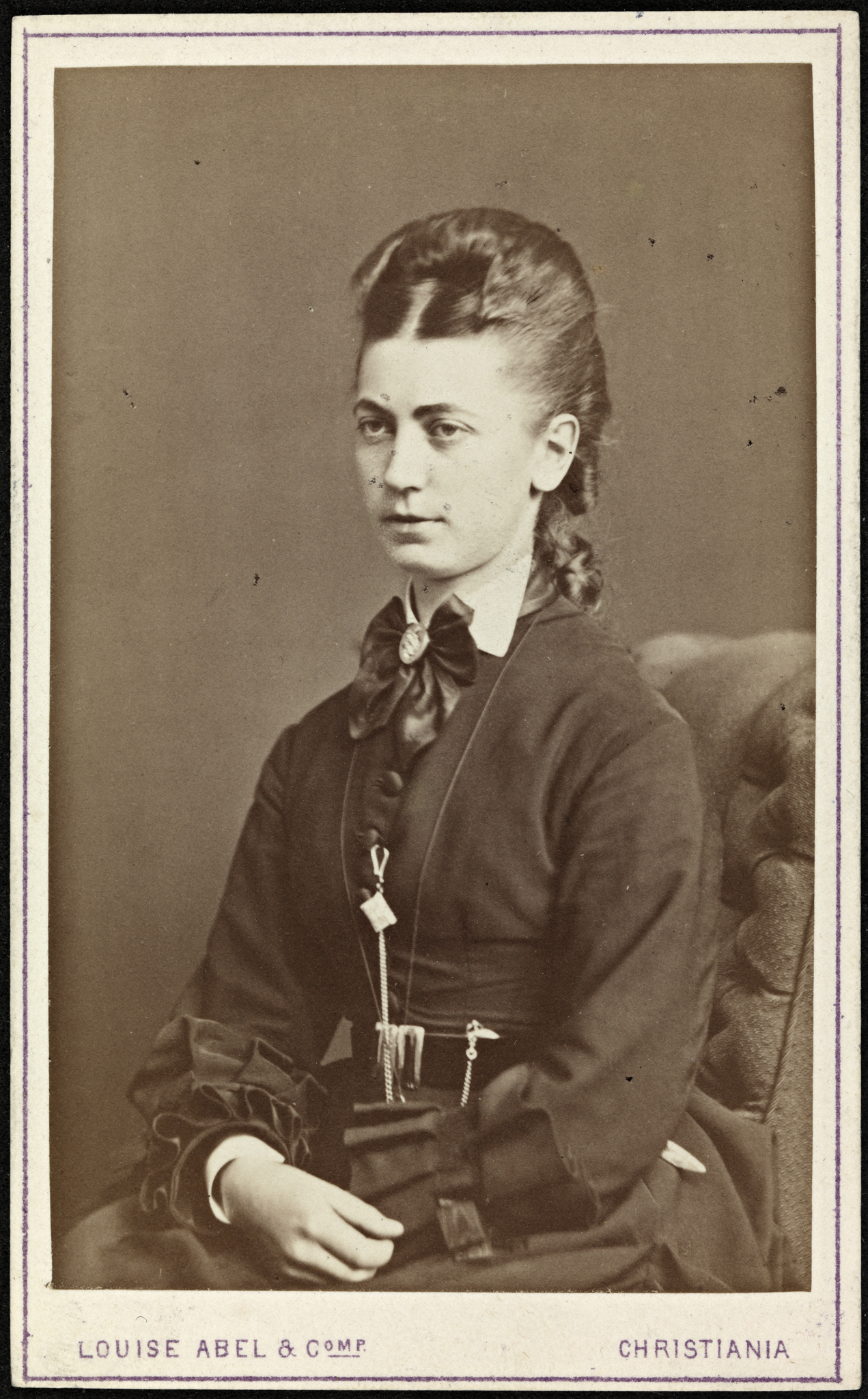
Agnes Lie (1852–1915), carte de visite
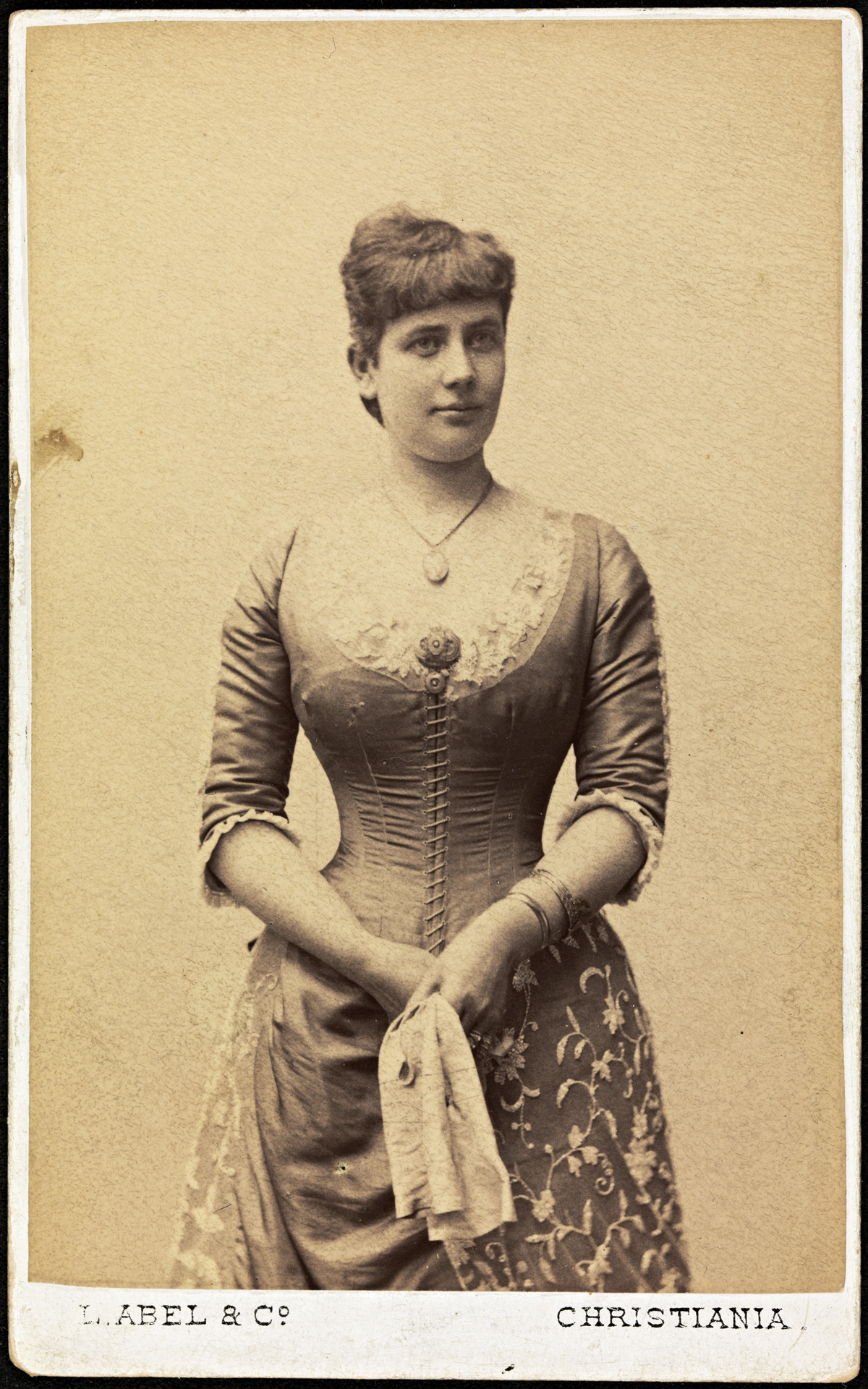
Portrét neznámé ženy
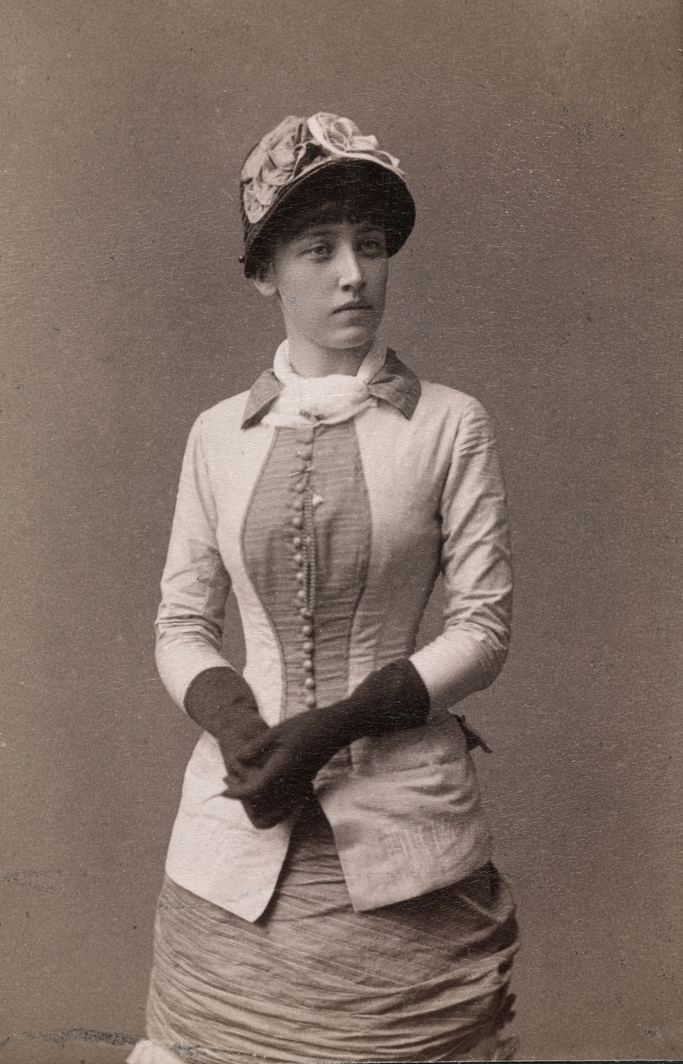
Milly Ihlen, asi 1885
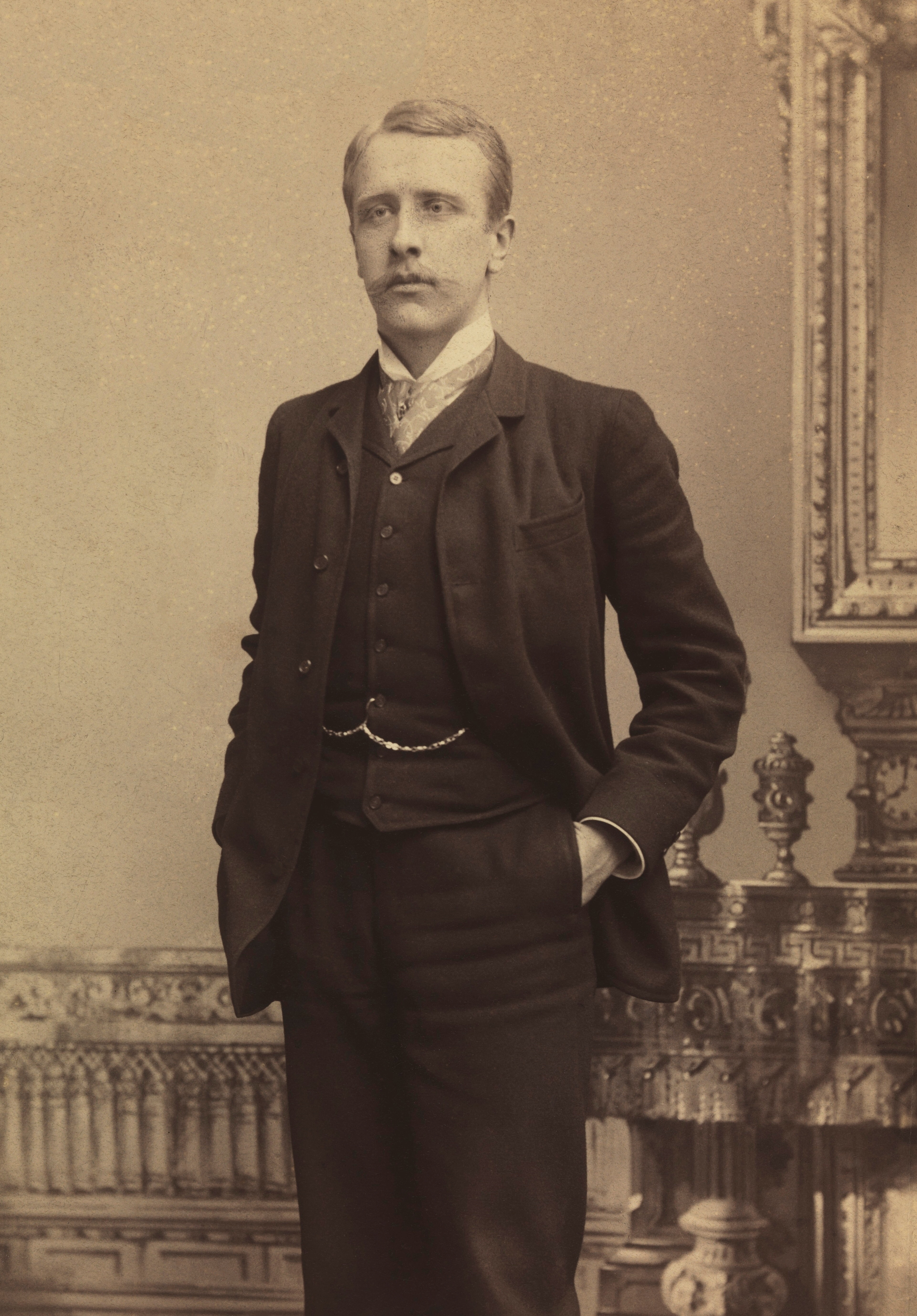
Alexander (Christinus) Nansen (1862–1945), advokát
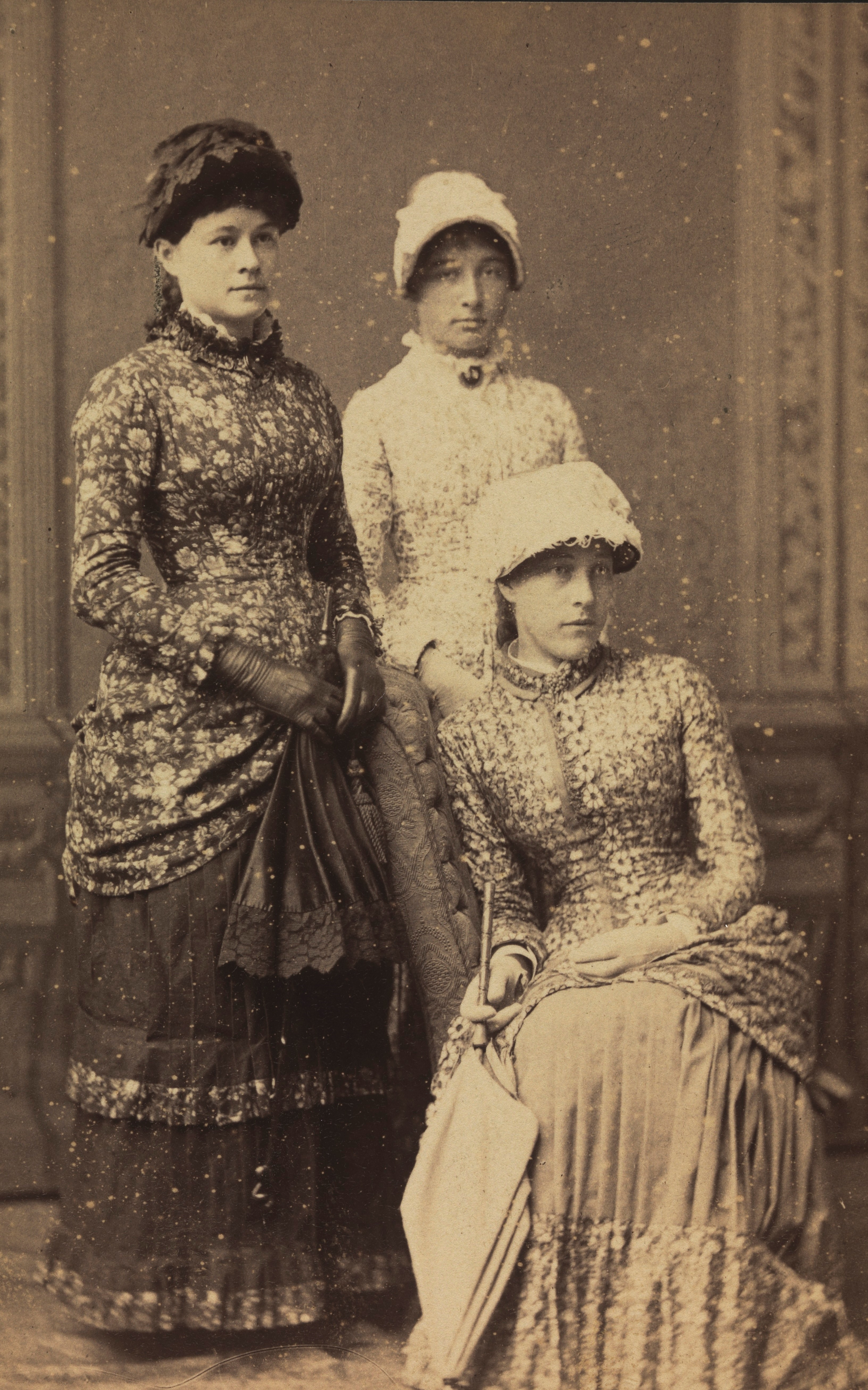
Eva Nansen, Kristine Heftye, sedící Maria Heftye
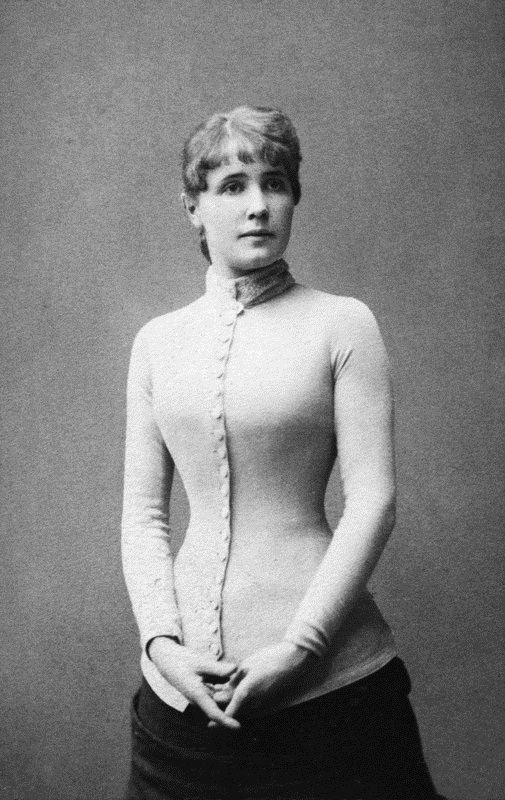
Oda Krohg, roz. Lasson
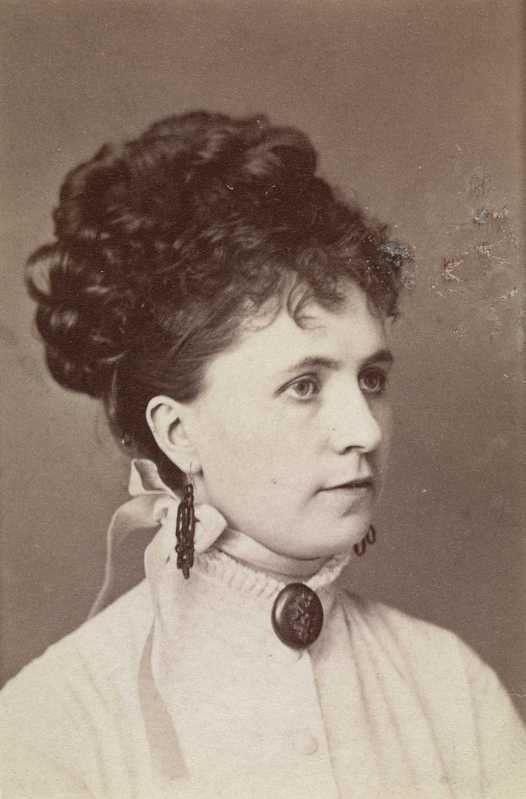
Gurli Åberg
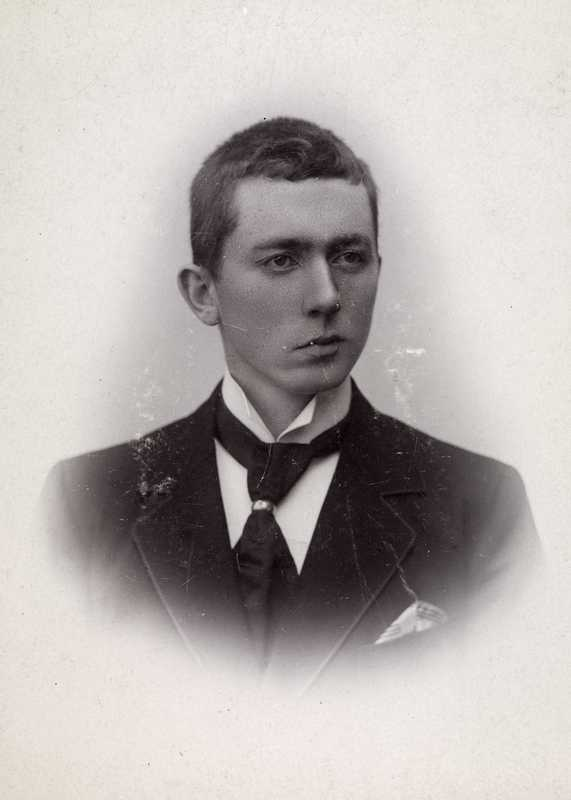
Harald Hals
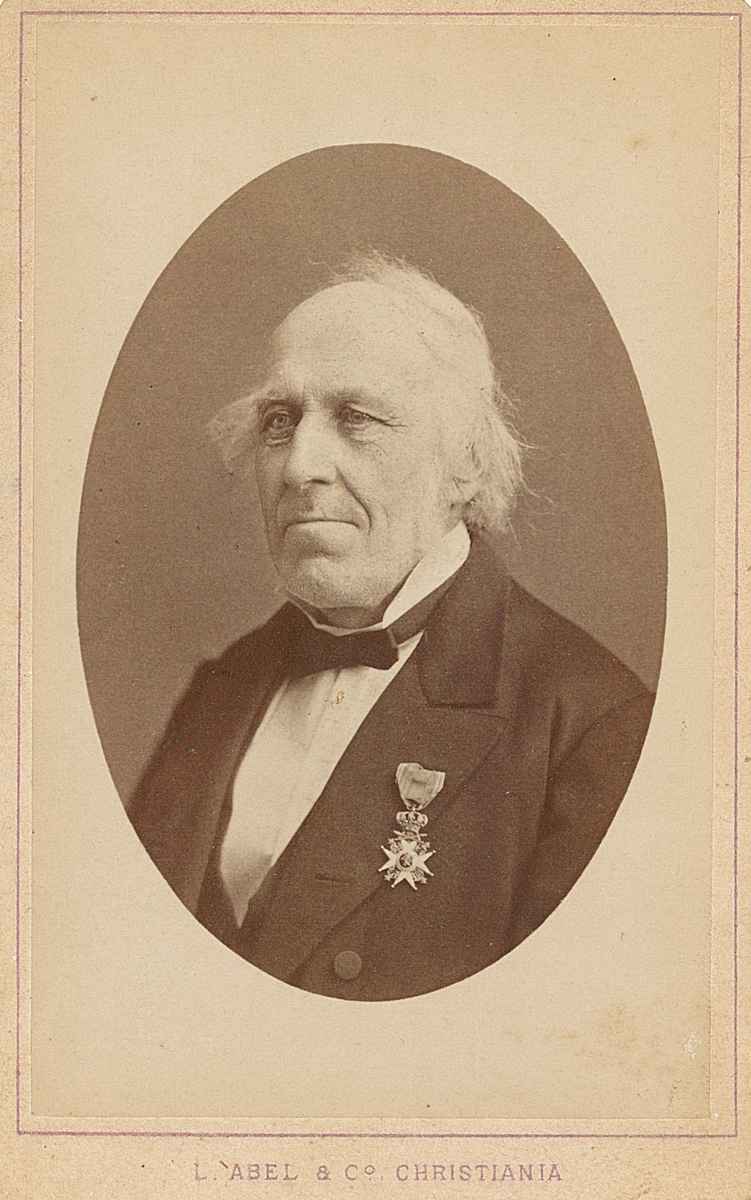
Ludvig Mathias Lindeman
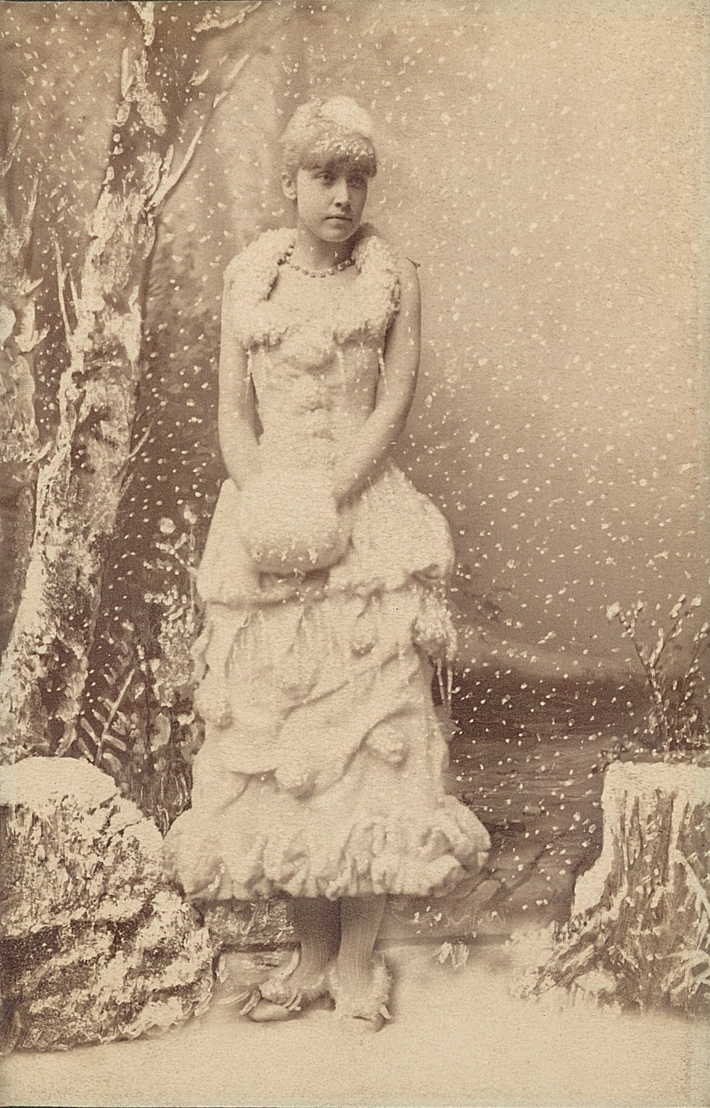
Milly Ihlen, asi 1880